# Wacław Michał Zaleski
Wacław Michał Zaleski herbu Dołęga, znany również pod pseudonimem Wacław z Oleska (ur. 18 września 1799 w Olesku, zm. 24 lutego 1849 w Wiedniu) – polski folklorysta, poeta, pisarz, krytyk literacki i działacz społeczny. Członek Stanów Galicyjskich, pierwszy Polak – austriacki gubernator Galicji. Wykładowca Uniwersytetu Lwowskiego z zakresu geometrii praktycznej.

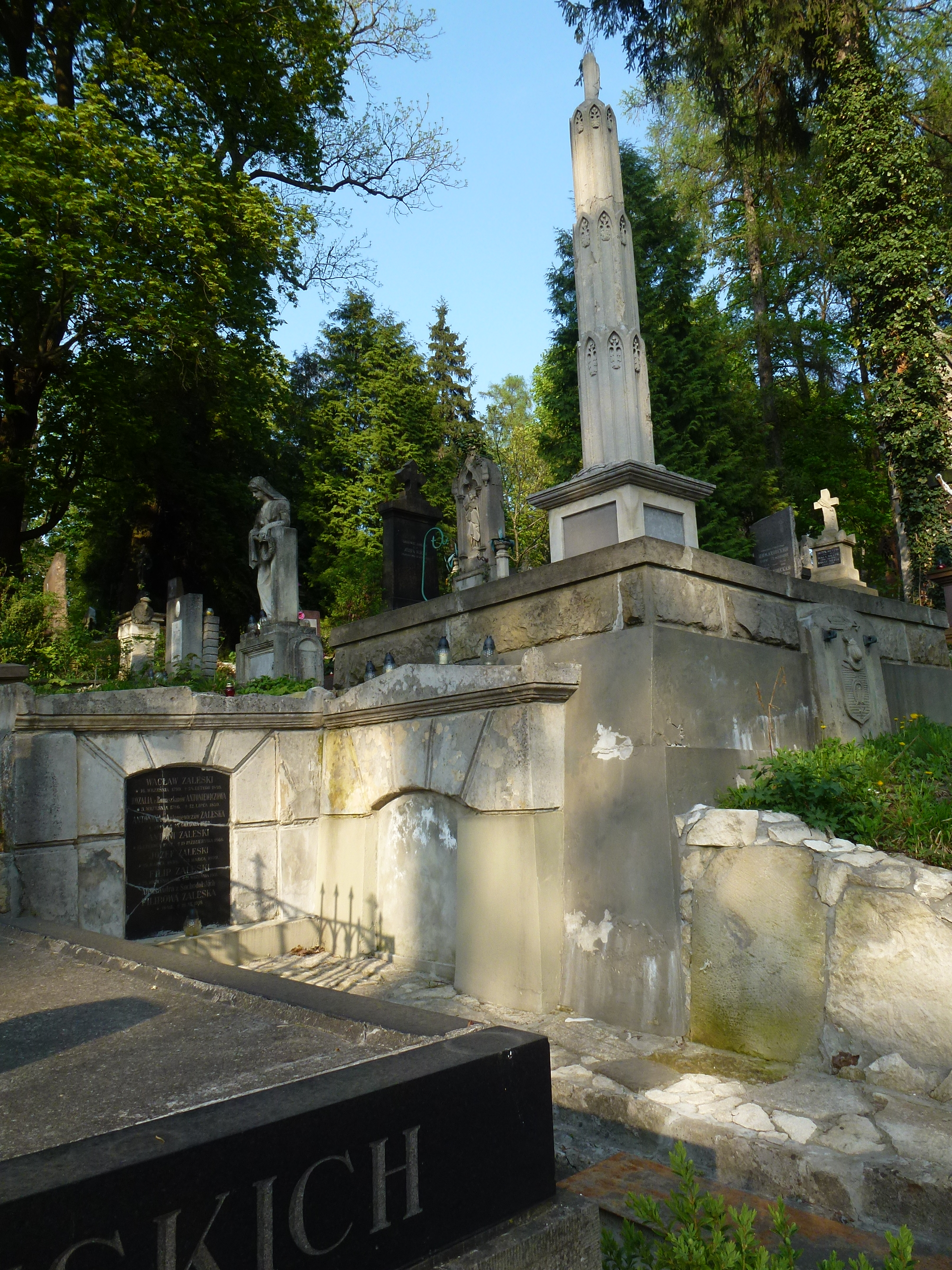
Grobowiec Zaleskich

## Życiorys
Pochodził ze szlacheckiej rodziny Zaleskich z Otoka. Po śmierci ojca Filipa Nereusza studiował prawo i filozofię, po czym rozpoczął pracę w galicyjskim gubernium. Jako poeta zadebiutował w wieku 19 lat. Używał pseudonimów Kontraktowy, a następnie Wacław z Oleska. Wydał kilka utworów patriotycznych, m.in. Otucha, Wzbudzenie, Znak, a także trzyaktową tragedię Młody adwokat. Przekładał też dumki ruskie. W 1833 roku wydał we Lwowie Pieśni polskie i ruskie ludu galicyjskiego, zdradzające fascynację słowiańszczyzną i filozofią Herdera. Publikacja ta zyskała wysoką ocenę recenzentów: Augusta Bielowskiego, A. Rościszewskiego i Konstantego Słotwińskiego, wzbudziła też zainteresowanie za granicą (Czechy). W zbiorze tym Zaleski zawarł 1496 pieśni polskich i ruskich oraz 160 melodii zinstrumentowanymi przez Karola Lipińskiego, zapisanych alfabetem łacińskim.
Wacław Zaleski pieśni ruskie uważał za dzieła literatury polskiej, tworzone w ruskiej gwarze języka polskiego.
W 1835 poślubił Antoninę Antoniewiczównę, po czym zaczął używać predykatu Ritter von na podstawie wywodu szlachectwa od Aleksandra Zaleskiego, który był kasztelanem nakielskim (1702). Jego synami byli Filip Zaleski (1836-1911, namiestnik Galicji), Józef (1838-1899, kawalerzysta, c.k. komendant dywizji i marszałek polny porucznik), Antoni (1842-1866, literat).
W 1841 nabył od Wincentego Bołoz Antoniewicza klucz Skwarzawa wraz z Lipnikami, uzyskując w ten sposób prawo zasiadania w Stanach Galicyjskich z wyboru w ramach I kurii wielkiej własności ziemskiej.
Przyczynił się do powstania we Lwowie Galicyjskiego Towarzystwa Kredytowego Ziemskiego. W listopadzie 1845 mianowany rzeczywistym radcą dworu i kierownikiem referatu krajowego w kancelarii nadwornej w Wiedniu. Był tam również lektorem języka polskiego osiemnastoletniego Franciszka Józefa. 30 lipca 1848 mianowany gubernatorem Galicji. Na stanowisku tym domagał się przywrócenia języka polskiego w szkołach i urzędach, utworzenia Rady Szkolnej Krajowej (obejmującej również uniwersytety), opracowania projektu samorządu z Sejmem Krajowym. Odrzucał wszelkie projekty podziału Galicji według kryterium narodowościowego. We wrześniu 1848 doprowadził do przeprowadzenia w Krakowie wyborów do Rady Miejskiej, co odsunęło od władzy w tym mieście austriacką generalicję. Tuż przed śmiercią, w styczniu 1849 odznaczony Orderem Leopolda przez Ferdynanda I i tytułem rzeczywistego tajnego radcy dworu, został przeniesiony do ministerstwa spraw wewnętrznych w Wiedniu, gdzie zmarł. Był poetą, który przypadkiem został gubernatorem, a nie gubernatorem, który w wolnych chwilach pisał wiersze.
Losy Wacława Zaleskiego, m.in. na podstawie rękopisu jego dziennika oraz listów, opisał w książce Siedem ekscelencji i jedna dama (pierwsze wydanie Tow. Wyd. Rój, Warszawa 1939) Aleksander Piskor.
Pochowany został na cmentarzu Łyczakowskim we Lwowie.